# Jan Hendrik Oort

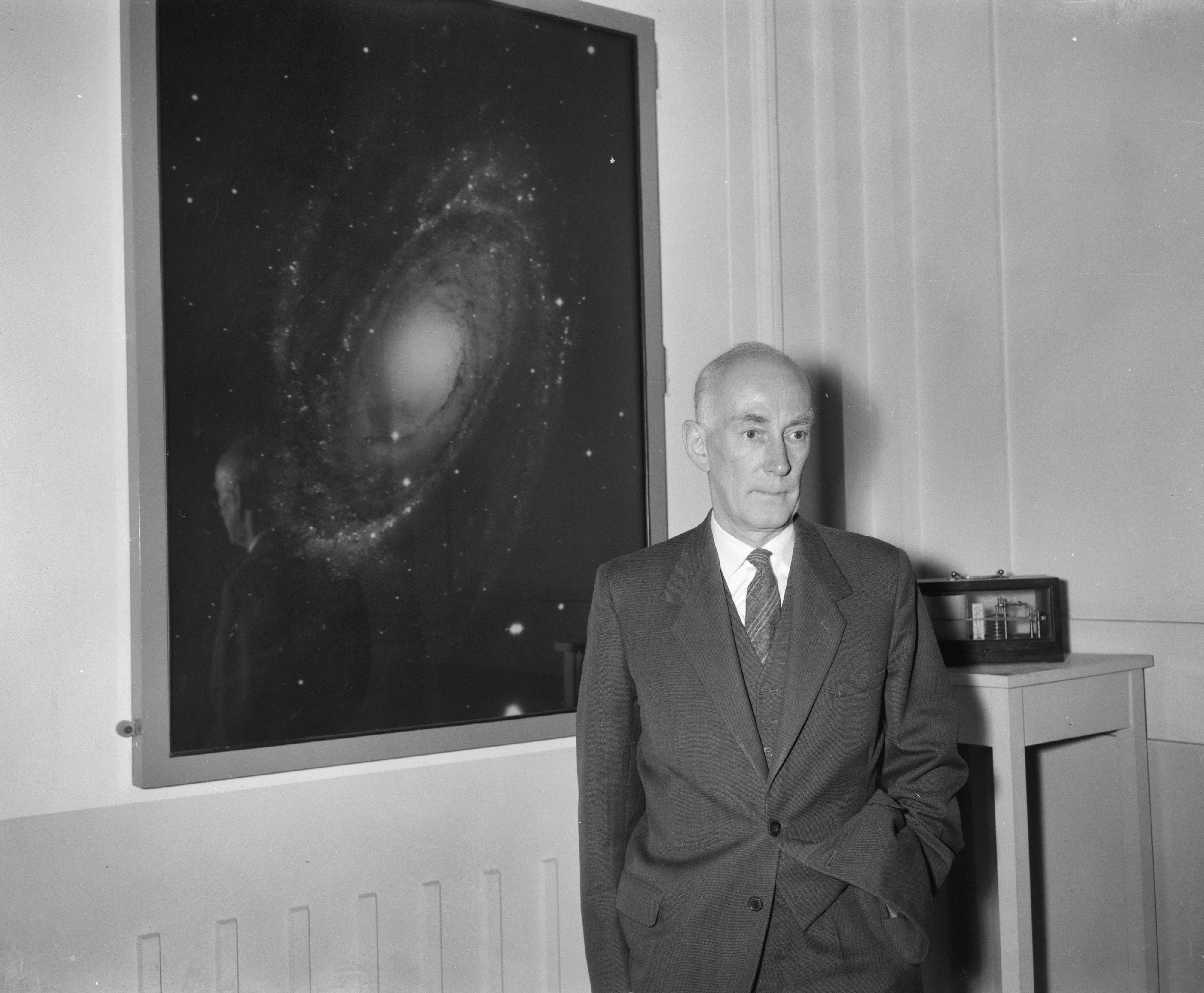
jan hendrik oort

Jan Hendrik Oort, (sinh ngày 28 tháng 4 năm 1900, Franeker, Neth.-chết ngày 05 tháng 11 năm 1992, Leiden) nhà thiên văn học người Hà Lan là một trong những nhân vật quan trọng nhất trong những nỗ lực của thế kỷ 20 để hiểu được bản chất của người Milky Way Galaxy.
Sau khi nghiên cứu tại Đại học Groningen, Oort được bổ nhiệm làm nhà thiên văn học Đài quan sát Leiden vào năm 1924 và trở thành giám đốc vào năm 1945, một vị trí mà ông đã tổ chức cho đến năm 1970. Năm 1925 Bertil Lindblad của Thụy Điển đã tiến lý thuyết cho rằng các thiên hà Milky Way quay trong máy bay riêng của mình xung quanh trung tâm của các thiên hà. Oort có thể khẳng định lý thuyết này vào năm 1927 thông qua quan sát trực tiếp của chính mình sao vận tốc trong thiên hà, và ông đã điều chỉnh lý thuyết đáng kể vào các hình thức sử dụng sau đó.
Công việc tiếp theo Oort, cũng như của các trường học của thiên văn học ông đã phát triển ở Hà Lan, được đạo diễn hướng tới củng cố và thử nghiệm các lý thuyết Lindblad-Oort. Ngay sau khi trở thành một giáo sư tại Đại học Leiden (1935), ông xác định bởi thiên văn vô tuyến rằng Mặt Trời là 30.000 năm ánh sáng từ trung tâm của các thiên hà và mất 225 triệu năm để hoàn thành quỹ đạo xung quanh nó. Việc phát hiện vào năm 1951 của các sóng radio 21 cm tạo ra bởi hydrogen trong không gian giữa các vì sao cung cấp cho ông một phương pháp mới để lập bản đồ cấu trúc xoắn ốc của thiên hà.
Năm 1950 Oort đề nghị sao chổi bắt nguồn từ một đám mây khổng lồ của các cơ quan nhỏ quay quanh Mặt trời ở khoảng cách khoảng một năm ánh sáng, và cách tiếp cận của các ngôi sao khác hướng tới đám mây này làm thay đổi quỹ đạo một số sao chổi 'để họ vượt qua gần Mặt Trời Sự tồn tại của khu vực này, được đặt tên là Đám mây Oort, cuối cùng đã được chấp nhận bởi hầu hết các nhà thiên văn học.
Từ 1958-1961 Oort là chủ tịch của Hiệp hội Thiên văn Quốc tế, trong đó ông đã được Tổng thư ký 1935-1948.

## Thời nhỏ và trình độ học vấn
Oort sinh ra ở Franeker, một thị trấn nhỏ thuộc tỉnh Friesland của Hà Lan, vào ngày 28 tháng 4 năm 1900. Ông là con trai thứ hai của Abraham Hermanus Oort, một bác sĩ, mất ngày 12 tháng 5 năm 1941, và Ruth Hannah Faber, là con gái của Jan Faber và Henrietta Sophia Susanna Schaaii,  mất ngày 20 tháng 11 năm 1957. Cả cha và mẹ của ông đều xuất thân từ các gia đình tăng lữ, với ông nội là giáo sĩ Tin lành với tư tưởng tự do, người "là một trong những những người sáng lập Nhà thờ tự do hơn ở Hà Lan " và" là một trong ba người đã thực hiện bản dịch Kinh thánh mới sang tiếng Hà Lan. "Tham khảo Henricus Oort (1836–1927), người là cháu trai của một nhà thuyết giáo nổi tiếng ở Rotterdam và thông qua mẹ của ông, bà Dina Maria Blom, cháu nội của nhà thần học Abraham Hermanus Blom, một "người tiên phong trong nghiên cứu Kinh thánh hiện đại".  Một số chú của Oort là mục sư, ông ngoại của anh cũng vậy. "Mẹ tôi vẫn giữ sở thích của mình trong đó, ít nhất là trong những năm đầu của cuộc hôn nhân", anh nhớ lại. "Nhưng cha tôi ít quan tâm đến các vấn đề của Giáo hội."
Năm 1903, cha mẹ của Oort chuyển đến Oegstgeest, gần Leiden, nơi cha ông phụ trách Phòng khám Tâm thần Endegeest.  Cha của Oort, "là giám đốc y tế trong một viện điều trị bệnh thần kinh. Chúng tôi sống trong ngôi nhà của vị giám đốc của viện sanitorium, trong một khu rừng nhỏ, dĩ nhiên là rất tốt cho lũ trẻ lớn lên". Em trai của Oort, John, trở thành giáo sư về bệnh thực vật tại Đại học Wageningen. Ngoài John, Oort còn có hai em gái và một người anh trai chết vì bệnh tiểu đường khi còn là sinh viên.
Oort học tiểu học ở Oegstgeest và trung học ở Leiden, năm 1917, ông  học vật lý tại Đại học Groningen. ông quan tâm đến khoa học và thiên văn học trong những năm trung học của mình,  và niềm yêu thích của ông được trổi dậy khi đọc  sách của Jules Verne. Ông đã có sự do dự về việc nghiên cứu khoa học thuần túy vì lo ngại  "có thể khiến người ta hơi xa lánh mọi người nói chung", do đó "người ta có thể không phát triển đủ yếu tố con người." Nhưng ông đã vượt qua mối quan tâm này và cuối cùng phát hiện ra rằng các vị trí học vấn sau này của mình, vốn liên quan đến trách nhiệm hành chính đáng kể, đã tạo ra rất nhiều cơ hội để tiếp xúc với xã hội.
Oort học ở Groningen  vì trường này có nhà thiên văn học nổi tiếng, Jacobus Cornelius Kapteyn, đang giảng dạy. Mặc dù Oort không chắc sẽ chuyên về vật lý hay thiên văn học nhưng Sau khi học với Kapteyn, Oort quyết định chọn ngành thiên văn học. "Chính tính cách của Giáo sư Kapteyn đã quyết định hoàn toàn đến tôi", anh sau này nhớ lại. "Ông ấy là một giáo viên truyền cảm hứng và đặc biệt là các bài giảng về thiên văn học sơ cấp của ông ấy rất hấp dẫn." Oort bắt đầu nghiên cứu với Kapteyn vào đầu năm thứ ba. Theo Oort, một giáo sư tại Groningen có ảnh hưởng đáng kể đến việc học của ông là nhà vật lý Frits Zernike.
Sau khi tham gia kỳ thi cuối năm 1921, Oort được bổ nhiệm làm trợ lý tại Groningen, vào tháng 9 năm 1922, ông đến Hoa Kỳ để làm nghiên cứu sinh tại Yale và làm trợ lý cho Frank Schlesinger của Đài thiên văn Yale

## Sự nghiệp
Tại Yale, Oort chịu trách nhiệm quan sát bằng kính viễn vọng tại đài quan sát. "Tôi đã nghiên cứu về sự thay đổi vĩ độ", sau này ông nhớ lại, " việc này khá khác so với các môn học mà tôi đã học cho đến nay." Sau đó, ông coi kinh nghiệm của mình tại Yale là hữu ích khi ông quan tâm đến "các vấn đề của thiên văn học cơ bản mà [ông] cảm thấy đã được tận dụng sau này, và điều này chắc chắn ảnh hưởng đến các bài giảng  của [ông] ở Leiden trong tương lai." Về mặt cá nhân, anh ấy "cảm thấy hơi cô đơn ở Yale", nhưng cũng nói rằng  đã kết được bạn thân  trong những năm  ở New Haven."

### Những khám phá ban đầu
Năm 1924, Oort trở lại Hà Lan để làm việc tại Đại học Leiden, nơi ông từng là trợ lý nghiên cứu, dươc nhiều người san đón năm 1926, trở thành Giảng viên năm 1930, và Giáo sư Phi thường năm 1935. Năm 1926, ông nhận bằng tiến sĩ tại Groningen với luận án về tính chất của các ngôi sao vận tốc cao. Năm tiếp theo, nhà thiên văn Thụy Điển Bertil Lindblad đề xuất rằng tốc độ quay của các ngôi sao ở phần ngoài của thiên hà giảm theo khoảng cách từ lõi thiên hà, và Oort, người sau này nói rằng ông tin rằng chính đồng nghiệp của mình Willem de Sitter là người đầu tiên thu hút sự chú ý của mình đến công việc của Lindblad, nhận ra rằng Lindblad đã đúng và sự thật của mệnh đề của ông có thể được chứng minh bằng quan sát. Oort cung cấp hai công thức mô tả sự quay của thiên hà; hai hằng số được tìm thấy trong các công thức này hiện được gọi là "hằng số Oort".  Oort "lập luận rằng các hành tinh bên ngoài dường như đối với chúng ta sẽ bị vượt qua và vượt qua bởi các hành tinh ít xa hơn trong hệ mặt trời, thì các ngôi sao cũng vậy nếu Thiên hà thực sự quay", theo Từ điển các nhà khoa học Oxford.  Ông "cuối cùng đã có thể tính toán, dựa trên các chuyển động của các ngôi sao khác nhau, rằng Mặt trời cách trung tâm Thiên hà khoảng 30.000 năm ánh sáng và mất khoảng 225 triệu năm để hoàn thành quỹ đạo của nó. Ông cũng chỉ ra rằng các ngôi sao nằm trong các vùng bên ngoài của đĩa thiên hà quay chậm hơn so với các vùng gần trung tâm. Do đó, Thiên hà không quay như một thể thống nhất mà thể hiện cái được gọi là 'sự quay vi sai'.
Những khám phá ban đầu này của Oort về Dải Ngân hà đã lật đổ hệ thống Kapteyn, được đặt theo tên người cố vấn của ông, hệ thống đã hình dung ra một thiên hà đối xứng xung quanh Mặt trời. Như Oort sau đó đã lưu ý, "Kapteyn và các đồng nghiệp của ông đã không nhận ra rằng sự hấp thụ trong mặt phẳng thiên hà lại tệ như thực tế." Cho đến khi Oort bắt đầu công việc của mình, sau này ông nhớ lại, "Đài quan sát Leiden đã tập trung hoàn toàn vào thiên văn học vị trí, công việc vòng tròn kinh tuyến và một số công việc chuyển động thích hợp. Nhưng không có vật lý thiên văn hay bất cứ thứ gì giống như vậy. Không có cấu trúc của thiên hà, không có động lực của thiên hà. Không có ai khác ở Leiden quan tâm đến những vấn đề này mà tôi chủ yếu quan tâm, vì vậy những năm đầu tiên tôi ít nhiều làm việc một mình trong những dự án này. De Sitter quan tâm, nhưng dòng nghiên cứu chính của anh ấy là cơ học thiên thể; lúc đó vũ trụ đang giãn nở đã rời xa anh ấy quan tâm trực tiếp. "Như Cơ quan Vũ trụ Châu Âu tuyên bố, Oort đã" hủy diệt "giới khoa học bằng cách chứng minh rằng Dải Ngân hà quay giống như một 'Bánh xe Catherine' khổng lồ." Ông đã chỉ ra rằng tất cả các ngôi sao trong thiên hà đều "du hành độc lập trong không gian, với những ngôi sao ở gần trung tâm quay nhanh hơn nhiều so với những ngôi sao ở xa hơn."
Bước đột phá này đã khiến Oort trở nên nổi tiếng trong thế giới thiên văn học. Vào đầu những năm 1930, ông nhận được lời mời làm việc từ Đại học Harvard và Columbia, nhưng đã chọn ở lại Leiden, mặc dù ông đã dành một nửa năm 1932 tại Đài quan sát Perkins, ở Delaware, Ohio.
Năm 1934, Oort trở thành trợ lý cho giám đốc Đài thiên văn Leiden; năm sau, ông trở thành Tổng thư ký của Liên minh Thiên văn Quốc tế (IAU), chức vụ mà ông giữ cho đến năm 1948; năm 1937 ông được bầu vào Học viện Hoàng gia. Năm 1939, ông đã dành nửa năm ở Hoa Kỳ và quan tâm đến Tinh vân Con cua, kết luận trong một bài báo viết với nhà thiên văn học người Mỹ Nicholas Mayall rằng đó là kết quả của một vụ nổ siêu tân tinh.

### Cuộc xâm lược của Đức Quốc xã vào Hà Lan
Năm 1940, Đức Quốc xã xâm lược Hà Lan. Ngay sau đó, họ đã cách chức các giáo sư Do Thái khỏi Leiden và các trường đại học khác. "Trong số các giáo sư bị sa thải", Oort sau này nhớ lại, "có một... giáo sư luật rất nổi tiếng tên là Meyers. Vào ngày khi ông nhận được thư từ nhà chức trách rằng ông không thể dạy các lớp của mình nữa, hiệu trưởng  của giảng viên luật đã vào lớp của anh ấy... và đọc một bài phát biểu, trong đó anh ấy bắt đầu bằng cách nói, 'Tôi sẽ không nói về việc anh ấy bị sa thải và tôi sẽ để những người đã làm điều này, bên dưới chúng tôi, nhưng sẽ tập trung vào sự vĩ đại của người đàn ông bị những kẻ xâm lược của chúng ta phải gạt bỏ. '"
Bài phát biểu của ông (ngày 26 tháng 11 năm 1940) đã gây ấn tượng mạnh cho tất cả các học sinh, họ đã hát Quốc ca và đình công. Oort đã có mặt trong buổi diễn thuyết và rất ấn tượng. Nhân cơ hội này đã xây dựng sự khởi đầu của cuộc kháng chiến tích cực ở Hà Lan. Bài phát biểu của Rudolph Clearinga, hiệu trưởng khoa Luật và là nghiên cứu sinh cũ của giáo sư Meijers, đã được các nhóm kháng chiến lưu hành rộng rãi trong suốt phần còn lại của cuộc chiến. Oort làm trong một nhóm nhỏ các giáo sư ở Leiden, những người này thường xuyên gặp nhau và thảo luận về những vấn đề mà trường đại học phải đối mặt trước sự chiếm đóng của Đức. Hầu hết các thành viên của nhóm này đã bị đưa vào trại làm con tin ngay sau bài phát biểu của Clevinga. Oort từ chối cộng tác với những người chiếm đóng, "và vì vậy chúng tôi đã xuống sống ở đất nước này trong suốt thời gian còn lại của cuộc chiến." Từ chức Học viện Hoàng gia, từ chức vụ giám đốc của mình tại Leiden, và từ vị trí của mình tại Đài quan sát, Oort đưa gia đình của mình đến Hulshorst, một ngôi làng yên tĩnh ở tỉnh Gelderland, nơi họ ngồi ngoài chiến tranh. Ở Hulshorst, ông bắt đầu viết một cuốn sách về động lực học. '"

### Thiên văn học vô tuyến của Oort
Trước khi chiến tranh kết thúc, ông cộng tác với một sinh viên tại Utrecht, Hendrik van de Hulst, khởi xướng một dự án cuối cùng nhưng đã thành công vào năm 1951 về việc phát hiện bức xạ vô tuyến 21 cm, từ vạch quang phổ hydro giữa các vì sao ở tần số vô tuyến. Oort và các đồng nghiệp  cũng đã thực hiện cuộc điều tra đầu tiên về vùng trung tâm của Thiên hà, và phát hiện ra rằng "bức xạ vô tuyến 21 cm không bị hấp thụ qua các đám mây khí đã che khuất tâm khỏi quan sát quang học. Họ tìm thấy một khối lượng tập trung khổng lồ ở đó, sau đó được xác định chủ yếu là các ngôi sao, và cũng phát hiện ra rằng phần lớn khí trong khu vực đang di chuyển nhanh chóng ra ngoài trung tâm. "ào tháng 6 năm 1945, sau khi chiến tranh kết thúc, Oort trở lại Leiden, đảm nhận vị trí giám đốc Đài thiên văn và trở thành Giáo sư thiên văn học.  Trong thời kỳ hậu chiến ngay lập tức này, ông đã lãnh đạo nhóm người Hà Lan đã chế tạo kính thiên văn vô tuyến tại Đài Kootwijk, Dwingeloo và Westerbork và sử dụng đường thẳng 21 cm để lập bản đồ Dải Ngân hà, bao gồm cấu trúc xoắn ốc quy mô lớn, trung tâm thiên hà và khí chuyển động của đám mây. Oort đã được công ty viễn thông Hà Lan, PTT, giúp đỡ trong dự án này, sau này ông giải thích rằng "họ đã chăm sóc tất cả các thiết bị radar mà người Đức bỏ lại trên bờ biển Hà Lan. Thiết bị radar này bao gồm một phần của kính thiên văn phản xạ có khẩu độ 7 1/2 mét.... Thiên văn học vô tuyến của chúng tôi đã thực sự bắt đầu với sự hỗ trợ của một trong những công cụ này... chính ở Kootwijk, bản đồ đầu tiên của Thiên hà đã được tạo ra. "  Trong một thời gian ngắn, trước khi kính thiên văn Jodrell Bank hoàn thành, dụng cụ Dwingeloo là loại lớn nhất trên trái đất.